# بورسیپا

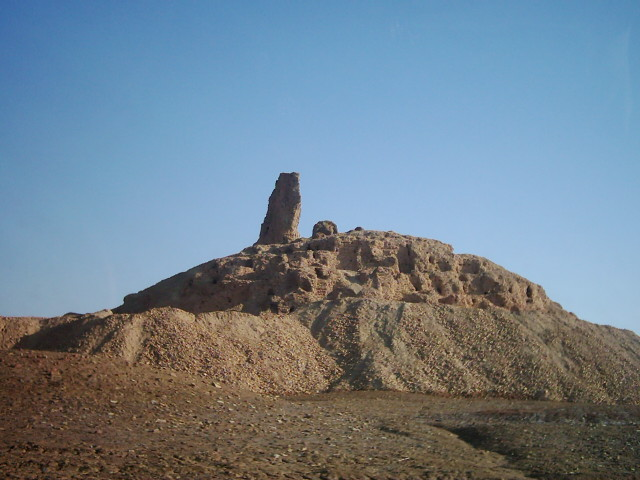
بر جای مانده دژ نمرود در بورسیبا

بورسیپا (به زبان سومری: BAD.SI.(A).AB.BAKI؛ به زبان اکدی: Barsip و Til-Barsip) محوطه‌ای باستانی در استان بابل در کشور عراق امروزی است. زیگورات این محوطه، امروزه یکی از سالم‌ترین زیگورات‌های برجای مانده‌است که گفته می‌شود الهام‌بخش برج بابل بوده‌است.
بورسیپا در ۱۵ کیلومتری جنوب غربی شهر حلّه، به سمت نجف قرار دارد. در این محل تپه‌ای دست‌ساخت از آجر، به ارتفاع ۴۴ متر دیده می‌شود که به «برس نمرود» یا «برج نمرود» شهرت دارد و در افسانه‌ها گفته می‌شود این تپه برج‌گونه جایگاهی است که از روی آن نمرود حضرت ابراهیم را به آتش افکند و در دشت روبروی این تپه، زمین بسیار وسیعی دیده می‌شود که همچون آجر پخته می‌باشد و گفته می‌شود بر روی این زمین آتش نمرود برای سوزاندن ابراهیم افروخته شده‌است.